# Sonate K. 533
Pour la sonate de Mozart, voir Sonate pour piano no 15 de Mozart.
La sonate K. 533 (L.395) en la majeur est une œuvre pour clavier du compositeur italien Domenico Scarlatti.

## Présentation
La sonate K. 533, en la majeur, est notée Allegro assai. Elle est ponctuée de trilles et de notes répétées. Un musicien de la fin du XIXe siècle a entendu cette sonate et, assez imaginativement, l'a comparée à la « figuration d'une promenade tranquille à bicyclette à travers la campagne », ce qui ne tenait guère compte du tempo indiqué, "très rapide".

## Manuscrits
Le manuscrit principal est le numéro 20 du volume XIII de Venise (1757), copié pour Maria Barbara ; les autres sont Parme XV 20, Münster II 6 et Vienne D 18.

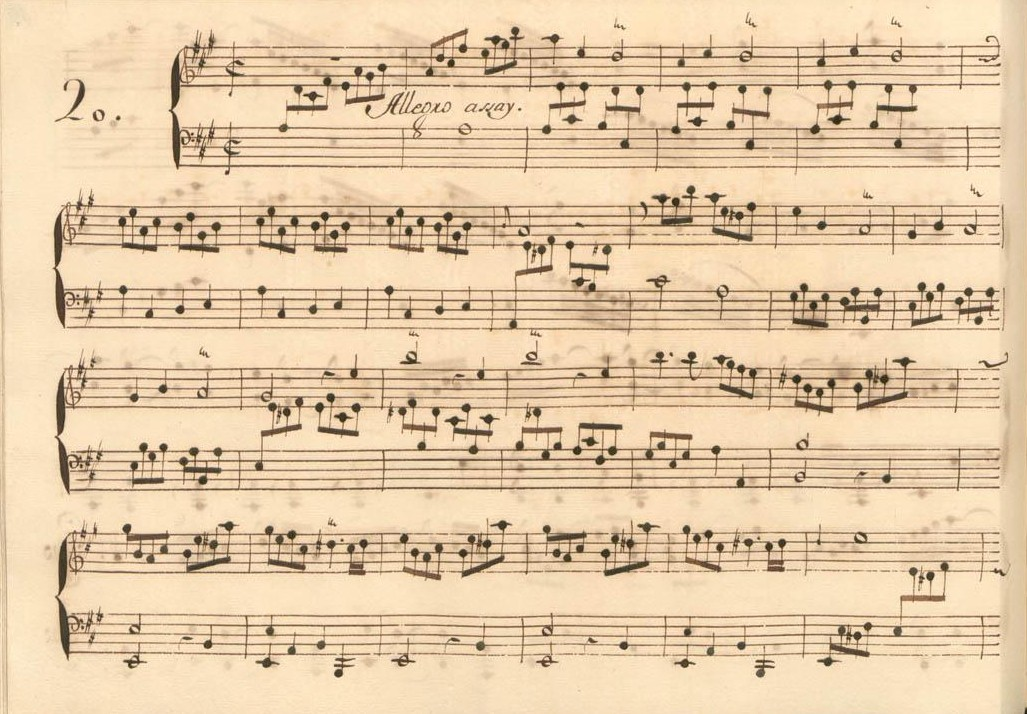
Parme XV 20.
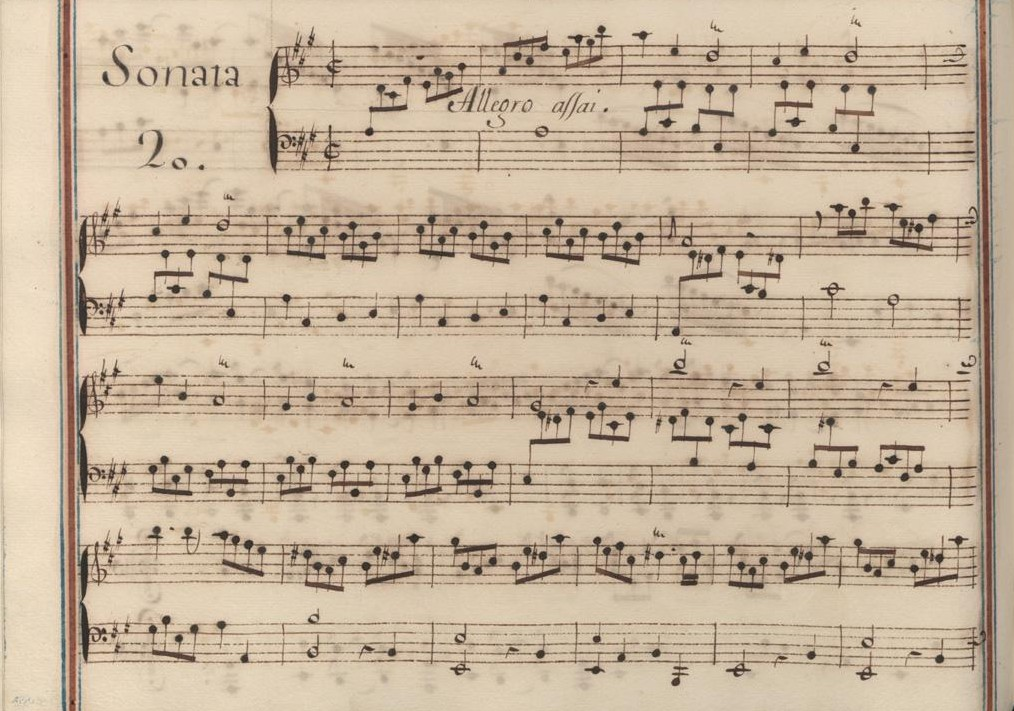
Venise XIII 20.

## Interprètes
La sonate K. 533 est défendue au piano notamment par Robert Casadesus (EMI et 1952, Sony), György Cziffra (1955, ICA), Marcelle Meyer (1955, EMI), Zhu Xiao-Mei (1995, INA), Christian Zacharias (1984, EMI), Emil Gilels (1984, BBC et Ermitage), Eteri Andjaparidze (1994, Naxos, vol. 1), Sveinung Bjelland (2006, Simax), Carlo Grante (2013, Music & Arts, vol. 4) ; au clavecin par Huguette Dreyfus (1978, Denon), Scott Ross (1985, Erato), Richard Lester (2004, Nimbus, vol. 4), Pieter-Jan Belder (2007, Brilliant Classics, vol. 12) et Pierre Hantaï (2015, Mirare).

## Sources
: document utilisé comme source pour la rédaction de cet article.
- Ralph Kirkpatrick (trad. de l'anglais par Dennis Collins), Domenico Scarlatti, Paris, Lattès, coll. « Musique et Musiciens », 1982 (1re éd. 1953 (en)), 493 p. (ISBN 978-2-7096-0118-4, OCLC 954954205, BNF 34689181).
- Alain de Chambure, « Domenico Scarlatti : Intégrale des sonates — Scott Ross », Erato (2564-62092-2), 1985 (OCLC 891183737) .
- (en) Marina et Victor Ledin, « Eteri Andjaparidze, Sonates de Scarlatti », p. 4, Naxos (8.553061), 1999 .